# Quintana (Texas)
Quintana é uma cidade  localizada no estado norte-americano do Texas, no Condado de Brazoria.

## Demografia
Segundo o censo norte-americano de 2000, a sua população era de 38 habitantes.
Em 2006, foi estimada uma população de 47, um aumento de 9 (23.7%).

## Geografia
De acordo com o United States Census Bureau tem uma área de
4,8 km², dos quais 1,6 km² cobertos por terra e 3,2 km² cobertos por água.

## Localidades na vizinhança
O diagrama seguinte representa as localidades num raio de 16 km ao redor de Quintana.